# Clifton Hill (Trinidad y Tobago)
Clifton Hill es una localidad de Trinidad y Tobago, que forma parte del borough de Punta Fortín.

## Geografía
La localidad abarca parte de la isla Trinidad y limita al norte y oeste con el golfo de Paria, al sur con Newlands y Point Fortín y al este con Gonzales.

## Demografía
Datos demográficos de la localidad de Clifton Hill:
| Gráfica de evolución demográfica de Clifton Hill entre 2000 y 2011 |
|                                                                    |